# Championnat du Costa Rica de football 2002-2003
Navigation
Saison précédente Saison suivante
La Primera División 2002-2003 est la quatre-vingt-unième édition de la première division costaricienne.
Lors de ce tournoi, le LD Alajuelense a conservé son titre de champion du Costa Rica face aux onze meilleurs clubs costariciens.
La saison était divisée en deux tournois, l'Apertura et le Clausura, le LD Alajuelense ayant remporté les deux tournois, il a été sacré champion sans disputer la finale du championnat.
Lors de chaque tournoi, chacun des douze clubs participants était confronté deux fois aux onze autres.
Seulement deux places étaient qualificatives pour la Copa Interclubes UNCAF.

## Les 12 clubs participants
| \| Santa Bárbara: AD Carmelita AD Santa Barbara LD Alajuelense Santa Bárbara— CS Cartagines AD Guanacasteca CS Herediano AD Municipal Liberia Municipal Osa Municipal Pérez Zeledon AD San Carlos Santa Bárbara— SD Santos / Deportivo Saprissa \| Localisation des clubs engagés dans le championnat. |
| Santa Bárbara: AD Carmelita AD Santa Barbara LD Alajuelense Santa Bárbara— CS Cartagines AD Guanacasteca CS Herediano AD Municipal Liberia Municipal Osa Municipal Pérez Zeledon AD San Carlos Santa Bárbara— SD Santos / Deportivo Saprissa                                                           |

| Club                    | Stade                           | Capacité          | Ville                  |
| LD Alajuelense          | Stade Alejandro Morera Soto     | 17 900            | Alajuela               |
| AD Carmelita            | Stade Carlos Alvarado           | 3 000             | Santa Bárbara          |
| CS Cartagines           | Stade José Rafael Meza          | 13 500            | Cartago                |
| AD Guanacasteca         | Stade Chorotega                 | 4 000             | Nicoya                 |
| CS Herediano            | Stade Eladio Rosabal Cordero    | 8 100             | Heredia                |
| AD Municipal Liberia    | Stade Edgardo Baltodano Briceño | 6 500             | Liberia                |
| Municipal Osa (es)      | Stade Municipal de Osa          | 3 500             | Ciudad Cortés (es)     |
| Municipal Pérez Zeledon | Stade Municipal Pérez Zeledón   | 6 000             | San Isidro del General |
| AD San Carlos           | Stade Carlos Ugalde Álvarez     | 5 600             | Ciudad Quesada         |
| AD Santa Barbara        | Stade inconnu                   | Capacité inconnue | Santa Bárbara          |
| SD Santos               | Stade Ebal Rodríguez            | 3 000             | Guápiles               |
| Deportivo Saprissa      | Stade Ricardo Saprissa          | 23 100            | San José               |

## Tournoi Apertura
Lors de ce tournoi les douze équipes s'affrontent à deux reprises selon un calendrier tiré aléatoirement.
Le classement est établi sur le barème de points classique (victoire à 3 points, match nul à 1, défaite à 0).
Le départage final se fait selon les critères suivants :
- Le nombre de points.
- La différence de buts générale.
- La différence de buts particulière.
- Le nombre de buts marqué.

### Classement
| Rang | Équipe                  | Pts | J  | G  | N | P  | Bp | Bc | Diff |
| ---- | ----------------------- | --- | -- | -- | - | -- | -- | -- | ---- |
| 1    | LD Alajuelense (T)      | 49  | 22 | 14 | 7 | 1  | 47 | 16 | +31  |
| 2    | Deportivo Saprissa      | 45  | 22 | 13 | 6 | 3  | 43 | 24 | +19  |
| 3    | CS Cartagines           | 38  | 22 | 12 | 2 | 8  | 43 | 28 | +15  |
| 4    | CS Herediano            | 35  | 22 | 10 | 5 | 7  | 39 | 21 | +18  |
| 5    | AD Guanacasteca (P)     | 33  | 22 | 9  | 6 | 7  | 28 | 38 | -10  |
| 6    | AD Carmelita            | 31  | 22 | 10 | 1 | 11 | 22 | 34 | -12  |
| 7    | SD Santos               | 30  | 22 | 8  | 6 | 8  | 26 | 30 | -4   |
| 8    | AD Santa Barbara        | 28  | 22 | 7  | 7 | 8  | 31 | 34 | -3   |
| 9    | AD San Carlos           | 27  | 22 | 7  | 6 | 9  | 18 | 31 | -13  |
| 10   | Municipal Pérez Zeledon | 20  | 22 | 4  | 8 | 10 | 25 | 35 | -10  |
| 11   | AD Municipal Liberia    | 20  | 22 | 5  | 5 | 12 | 22 | 33 | -11  |
| 12   | Municipal Osa (es)      | 9   | 22 | 2  | 3 | 17 | 18 | 38 | -20  |

| Légende : Qualifications et relégations | Légende : Qualifications et relégations                  |
| --------------------------------------- | -------------------------------------------------------- |
|                                         | Qualifié pour la finale du championnat                   |
|                                         | (T) : Tenant du titre (P) : Promu de la saison 2001-2002 |

### Matchs
| Résultats (▼dom., ►ext.)                                   | Alaj | Carm | Cart | Gua | Here | Águi | Osa | Muni | SanC | SanB | Sant | Sapr |
| LD Alajuelense                                             |      | 1-0  | 3-2  | 8-2 | 0-0  | 3-0  | 2-1 | 3-0  | 3-0  | 4-1  | 4-0  | 1-1  |
| AD Carmelita                                               | 0-1  |      | 3-2  | 2-5 | 0-3  | 2-1  | 2-0 | 1-0  | 1-0  | 1-2  | 1-0  | 0-3  |
| CS Cartagines                                              | 0-1  | 5-0  |      | 2-0 | 2-3  | 1-0  | 3-2 | 2-3  | 3-1  | 1-0  | 1-0  | 2-2  |
| AD Guanacasteca                                            | 1-1  | 1-0  | 1-4  |     | 1-1  | 2-1  | 1-0 | 0-3  | 0-0  | 3-1  | 1-0  | 0-2  |
| CS Herediano                                               | 0-0  | 0-1  | 2-2  | 0-1 |      | 3-0  | 2-1 | 3-0  | 5-0  | 2-1  | 5-1  | 1-3  |
| AD Municipal Liberia                                       | 0-3  | 1-1  | 1-2  | 1-2 | 1-0  |      | 2-0 | 2-1  | 3-1  | 1-2  | 0-1  | 2-2  |
| Municipal Osa (es)                                         | 0-1  | 1-2  | 0-1  | 0-0 | 0-4  | 1-2  |     | 0-0  | 5-1  | 1-2  | 0-1  | 1-2  |
| Municipal Pérez Zeledon                                    | 2-2  | 1-3  | 0-4  | 4-1 | 1-0  | 0-0  | 2-3 |      | 0-0  | 0-0  | 1-2  | 3-4  |
| AD San Carlos                                              | 3-2  | 1-0  | 1-0  | 0-1 | 1-0  | 1-0  | 0-0 | 1-1  |      | 2-1  | 0-0  | 0-1  |
| AD Santa Barbara                                           | 3-3  | 2-0  | 2-1  | 2-2 | 1-1  | 2-2  | 4-1 | 2-2  | 0-1  |      | 0-0  | 1-0  |
| SD Santos                                                  | 0-0  | 0-1  | 1-2  | 3-3 | 3-1  | 2-1  | 3-1 | 1-0  | 2-2  | 4-1  |      | 1-1  |
| Deportivo Saprissa                                         | 0-1  | 4-1  | 2-1  | 3-0 | 1-3  | 1-1  | 1-0 | 1-1  | 3-2  | 2-1  | 4-1  |      |
| - Victoire à domicile - Match nul - Victoire à l'extérieur |      |      |      |     |      |      |     |      |      |      |      |      |

## Tournoi Clausura
Lors de ce tournoi les douze équipes s'affrontent à deux reprises selon un calendrier tiré aléatoirement.
Le classement est établi sur le barème de points classique (victoire à 3 points, match nul à 1, défaite à 0).
Le départage final se fait selon les critères suivants :Clausura s'est déroulé de la même façon que les tournois saisonniers précédents, en deux phases :
- Le nombre de points.
- La différence de buts générale.
- La différence de buts particulière.
- Le nombre de buts marqué.

### Classement
| Rang | Équipe                  | Pts | J  | G  | N | P  | Bp | Bc | Diff |
| ---- | ----------------------- | --- | -- | -- | - | -- | -- | -- | ---- |
| 1    | LD Alajuelense (T)      | 50  | 22 | 15 | 5 | 2  | 49 | 22 | +27  |
| 2    | CS Cartagines           | 43  | 22 | 13 | 4 | 5  | 45 | 31 | +14  |
| 3    | CS Herediano            | 39  | 22 | 12 | 3 | 7  | 49 | 22 | +27  |
| 4    | Deportivo Saprissa      | 39  | 22 | 11 | 6 | 5  | 44 | 33 | +11  |
| 5    | Municipal Pérez Zeledon | 32  | 22 | 9  | 5 | 8  | 27 | 30 | -3   |
| 6    | SD Santos               | 26  | 22 | 7  | 5 | 10 | 29 | 33 | -4   |
| 7    | AD Municipal Liberia    | 25  | 22 | 6  | 7 | 9  | 23 | 33 | -10  |
| 8    | AD Santa Barbara        | 24  | 22 | 6  | 6 | 10 | 34 | 42 | -8   |
| 9    | AD Carmelita            | 23  | 22 | 7  | 2 | 13 | 30 | 44 | -14  |
| 10   | Municipal Osa (es)      | 22  | 22 | 7  | 1 | 14 | 27 | 49 | -22  |
| 11   | AD Guanacasteca (P)     | 21  | 22 | 5  | 6 | 11 | 22 | 34 | -12  |
| 12   | AD San Carlos           | 20  | 22 | 4  | 8 | 10 | 18 | 24 | -6   |

| Légende : Qualifications et relégations | Légende : Qualifications et relégations                  |
| --------------------------------------- | -------------------------------------------------------- |
|                                         | Qualifié pour la finale du championnat                   |
|                                         | (T) : Tenant du titre (P) : Promu de la saison 2001-2002 |

### Matchs
| Résultats (▼dom., ►ext.)                                   | Alaj | Carm | Cart | Gua | Here | Águi | Osa | Muni | SanC | SanB | Sant | Sapr |
| LD Alajuelense                                             |      | 2-0  | 2-2  | 2-0 | 1-2  | 3-1  | 3-1 | 4-1  | 2-0  | 3-1  | 2-1  | 4-1  |
| AD Carmelita                                               | 4-6  |      | 1-4  | 3-2 | 1-3  | 0-1  | 5-2 | 3-0  | 0-0  | 2-1  | 1-0  | 1-0  |
| CS Cartagines                                              | 1-3  | 1-0  |      | 0-1 | 2-2  | 3-1  | 2-0 | 2-0  | 0-1  | 5-2  | 3-2  | 3-2  |
| AD Guanacasteca                                            | 1-2  | 2-1  | 0-1  |     | 0-2  | 1-0  | 0-0 | 0-2  | 1-1  | 0-0  | 1-1  | 2-0  |
| CS Herediano                                               | 1-1  | 7-0  | 6-0  | 3-1 |      | 2-1  | 5-0 | 1-1  | 0-1  | 3-0  | 2-0  | 0-3  |
| AD Municipal Liberia                                       | 1-1  | 2-1  | 0-2  | 2-1 | 1-4  |      | 2-1 | 1-1  | 0-0  | 1-1  | 0-0  | 2-2  |
| Municipal Osa (es)                                         | 1-3  | 2-1  | 2-1  | 2-0 | 3-2  | 1-0  |     | 0-1  | 3-1  | 0-3  | 1-3  | 4-1  |
| Municipal Pérez Zeledon                                    | 1-2  | 2-1  | 1-6  | 0-2 | 2-0  | 2-0  | 3-0 |      | 1-0  | 2-1  | 2-0  | 2-2  |
| AD San Carlos                                              | 1-1  | 0-1  | 1-2  | 2-2 | X-X  | 2-3  | 2-1 | 0-0  |      | 2-0  | 1-1  | 0-1  |
| AD Santa Barbara                                           | 0-2  | 1-1  | 2-3  | 4-2 | 2-1  | 1-1  | 2-1 | 1-1  | 3-2  |      | 4-2  | 2-2  |
| SD Santos                                                  | 1-0  | 2-1  | 1-1  | 4-1 | 0-2  | 1-3  | 3-0 | 2-1  | 0-0  | 3-2  |      | 2-4  |
| Deportivo Saprissa                                         | 0-0  | 4-2  | 1-1  | 2-2 | 2-1  | 3-0  | 6-2 | 2-1  | 2-1  | 3-1  | 1-0  |      |
| - Victoire à domicile - Match nul - Victoire à l'extérieur |      |      |      |     |      |      |     |      |      |      |      |      |

## Classement cumulatif
La qualification pour la Copa Interclubes UNCAF 2003 (en) se faisait de la façon suivante, le finaliste du championnat ayant marqué le plus de points lors de sa phase de qualification se qualifiait pour la phase de groupe et l'autre pour le tour de qualification de la compétition.
| Rang | Équipe                  | Pts | J  | G  | N  | P  | Bp | Bc | Diff |
| ---- | ----------------------- | --- | -- | -- | -- | -- | -- | -- | ---- |
| 1    | LD Alajuelense (T) (C)  | 99  | 44 | 29 | 12 | 3  | 96 | 38 | +58  |
| 2    | Deportivo Saprissa      | 84  | 44 | 24 | 12 | 8  | 87 | 57 | +30  |
| 3    | CS Cartagines           | 81  | 44 | 25 | 6  | 13 | 88 | 59 | +29  |
| 4    | CS Herediano            | 74  | 44 | 22 | 8  | 14 | 88 | 43 | +45  |
| 5    | SD Santos               | 56  | 44 | 15 | 11 | 18 | 55 | 63 | -8   |
| 6    | AD Guanacasteca (P)     | 54  | 44 | 14 | 12 | 18 | 50 | 72 | -22  |
| 7    | AD Carmelita            | 54  | 44 | 17 | 3  | 24 | 52 | 78 | -26  |
| 8    | AD Santa Barbara        | 52  | 44 | 13 | 13 | 18 | 65 | 76 | -11  |
| 9    | Municipal Pérez Zeledon | 52  | 44 | 13 | 13 | 18 | 52 | 65 | -13  |
| 10   | AD San Carlos           | 47  | 44 | 11 | 14 | 19 | 36 | 55 | -19  |
| 11   | AD Municipal Liberia    | 45  | 44 | 11 | 12 | 21 | 45 | 66 | -21  |
| 12   | Municipal Osa (es)      | 31  | 44 | 9  | 4  | 31 | 45 | 87 | -42  |

| Légende : Qualifications et relégations | Légende : Qualifications et relégations                                                                 |
| --------------------------------------- | --- |
|                                         | Copa Interclubes UNCAF 2003 (en) (Phase de Groupe)                                                      |
|                                         | Copa Interclubes UNCAF 2003 (en) (Tour de qualification)                                                |
|                                         | Relégué en Segunda División                                                                             |
|                                         | (C) : Vainqueur des deux tournois de la saison (T) : Tenant du titre (P) : Promu de la saison 2001-2002 |

## Finale du championnat
Le LD Alajuelense ayant remporté les deux tournois saisonniers, la finale du championnat n'a pas été jouée.

## Bilan du tournoi
| Tableau d'Honneur |                |
| Compétition       | Vainqueur      |
| Primera División  | LD Alajuelense |

| Qualifications continentales 2002-2003 |                    |
| Copa Interclubes UNCAF                 | Qualifiés          |
| Phase de Groupe (en)                   | Deportivo Saprissa |
| Tour de qualification (en)             | LD Alajuelense     |

| Promotions et relégations   |                    |
| Relégué en Segunda División | Municipal Osa (es) |
| Promu de Segunda División   | AD Ramonense       |